# 162158 Merrillhess
162158 Merrillhess è un asteroide della fascia principale. Scoperto nel 1999, presenta un'orbita caratterizzata da un semiasse maggiore pari a 2,7911226 UA e da un'eccentricità di 0,2323029, inclinata di 9,02918° rispetto all'eclittica.
L'asteroide è dedicato all'astronomo amatoriale statunitense Merrill Hess.